# Gregg Allman
Gregory Lenoir Allman, conocido como Gregg Allman (Nashville, Tennessee; 8 de diciembre de 1947-Savannah, Georgia; 27 de mayo de 2017), fue un cantante, teclista, guitarrista y compositor de rock y blues estadounidense, conocido sobre todo por ser uno de los fundadores del grupo The Allman Brothers Band, junto a su hermano Duane Allman.
Entró junto con la banda en el Rock and Roll Hall of Fame en 1995, y recibió un premio personal por una vida exitosa concedido por el Georgia Music Hall of Fame en 2006. Su distintiva voz y su característico acento sureño lo colocaron en el 70.º puesto en la lista de los «100 mejores cantantes de todos los tiempos» de la revista Rolling Stone.

## Discografía
- 1973 Laid Back
- 1974 The Gregg Allman Tour (directo)
- 1977 Playin' Up a Storm - The Gregg Allman Band
- 1977 Two the Hard Way - Allman and Woman (Cher)
- 1986 I'm No Angel - The Gregg Allman Band
- 1988 Just Before The Bullets Fly - The Gregg Allman Band
- 1997 Searching for Simplicity
- 1997 One More Try: An Anthology
- 2002 20th Century Masters: The Millennium Collection (compilación)
- 2002 No Stranger to the Dark: The Best of Gregg Allman (compilación distanta, con tres nuevas canciones)
- 2011  Low Country Blues
- 2017  Southern Blood